# Jumper Lace
Jumper Lace est un groupe de power metal français, originaire de Mont-de-Marsan, dans les Landes. ayant été particulièrement actif dans les années 1990. Première partie de Mama's boys, Gamma Ray, Killers, Loudblast etc.

## Biographie

### Première période (1983–1994)
Le groupe est formé en 1983 initialement sous le nom de Vixen,. À cette période, le groupe se compose à l'origine d'amis de lycée ayant emprunté leurs pseudonymes à des stars du porno, Fred Donovan, Chris Chambers, et son frère Steff G. Lynn, accompagné d'un deuxième guitariste Fabrice Picard, plus tard  remplacé par Vince Lovelace. Le groupe publie trois démos — Vixen (1985), French Warrior (1986) et Strike Again (1987) — sous le nom de Vixen. En 1988, Vixen devient Vixen Pride et enregistre une seule démo, éponyme, Vixen Pride, la même année. Le groupe commence à atteindre sa vitesse de croisière dès 1988 avec l'arrivée de Crissy St. James, et le remplacement de Steff par Vinny del Rio (ex-High Power). 
En 1989, le groupe cède son nom de Vixen Pride contre 10 000 $US à la firme Capitol EMI au profit du groupe de quatre américaines de hard FM, à la suite d'un procès. Jumper Lace est remarqué grâce à sa participation au Hard Rock Rendez-vous, compilation mixée par Gary Lyon,. À cette période, il devient l'un des premiers groupes français à tourner dans l'ex-Tchécoslovaquie, peu avant la chute du mur. L'accueil positif du public tchèque permet au groupe d'enregistrer son premier album studio à Ostrava au studio Citron. Intitulé Beyond the Romance, l'album est mixé par le guitariste virtuose tchécoslovaque Milos Dolezal. S'ensuit le deuxième opus du groupe, intitulé The Last Jump, publié tardivement en 2003 en France et en Allemagne. Pour les fans, une édition collector des premières productions, époque Vixen, 1984/1989, est publiée la même année en format vinyle par un label allemand.
Vince Lovelace (Vincent Mouyen de son vrai nom) (ex-Manigance) décède d'une tumeur au cerveau en 2001. Steph G Lynn (Stéphane Seguettes) se suicide le 30 avril 2003. Chris Chambers forme, avec Biz'art Tramb, le groupe indus Beat in Zen, qui compte deux albums (Ocean Captive et Fifth Victory) précédés de trois démos.
Il sera également le chanteur d'Adelscott (78) fin des années 90 et du groupe bayonnais (64) S.Ain't de 2016 à 2018.

### Retour et séparation (2012–2014)
Après quelques expériences dans divers groupes, Chris Chambers et Vinny Del Rio souhaitent en 2012 proposer une reformation du groupe. Entourés des trois jeunes musiciens de la région de Bordeaux, le groupe prépare pour 2013 une série de concerts et un nouvel album. En août 2013, sort la démo auto-cover (Re)implanted disponible gratuitement sur Bandcamp. En mai 2014, le départ de Vinny Del Rio démotivé, entraine la fin du groupe. Vinny Del Rio après avoir monté Caps avec C.Z White (séparé), reforme en 2012 le projet Jumper Lace, split définitif en 2014. Crissy Saint James poursuit dans divers groupes Magic Mimi, Waz, etc. Fred Donovan s'installe près de la frontière suisse[Quand ?][réf. nécessaire].

## Membres

### Derniers membres
- Chris Chambers - chant (1983–1993, 2012–2014) ex Adelscott (1996-1997), ex S.Ain't (2016-2018),
- Vinny Del Rio - guitares (1988–1993, 2012–2014)
- Rodolf Vanthuyne - guitares (2012–2014)
- Flow T. Cash - basse (2012–2014)

### Autres membres
- Christian Sibe - batterie (Vixen ; 1983–1984)
- Pilou Sibe - batterie (Vixen ; 1984–1987)
- Fabrice Picard - guitares (Vixen ; 1984–1987)
- Steff G. Lynn - guitares (Vixen et Jumper Lace ; 1983–1988, décédé en 2003)
- Franky Masse-Jess - guitares (1988, décédé en 2006)
- C.Z White - batterie (1994–1993)
- Crissy Saint-James - batterie (1987–1992)
- Fred Donovan - basse (1983–1993)
- Vince Lovelace - guitares (1987–1992, décédé en 2001)
- Gaspard J-R. Adams - batterie (2012–2013)

## Discographie
- Guernica / The Ass of Lace (édité pour le marché espagnol)
- 1989 : Sacred Feeling (flexi disc promotionnel sorti par les fanzines L'âme de fond et Troubadour)
- 1991 : Beyond the Romance
- 1993 : The Last Jump (sortie différée en 2003)
- 1993 : Mental Disorder (bootleg)
- 2004 : French warriors (démo-tape sous Vixen)
- 2013 : (Re)implanted (démo numérique en prix libre sur le site Bandcamp)

### Compilations
- Hard Rock Rendez-vous
- Just Say No !